# Júlia Farnésio
Júlia Farnésio (em italiano: Giulia Farnese; 1474 – 23 de março de 1524) era amante do Papa Alexandre VI, esposa de Orsino Orsini - membro da poderosa família Orsini, cego de um olho e de caráter débil e covarde — e irmã do Papa Paulo III, que foi criado Cardeal por Alexandre. Júlia Farnésio era considerada uma mulher muito bonita, mais jovem que Alexandre VI, e foi sua amante já na idade madura deste. Sua própria sogra, Adriana de Milá, mãe de Orsino, apoiava e favorecia o relacionamento de Alexandre VI com Júlia. Consta que Júlia Farnésio foi usada pelo Papa, como modelo para que artistas, como Pinturicchio e até mesmo Michelangelo, pintassem e esculpissem imagens de Nossa Senhora.